# Susana Zimmermann
Susana Zimmermann (Buenos Aires) es una bailarina y coreógrafa contemporánea argentina.

## Trayectoria
Estudió con Renate Schottelius, Mary Wigman, Dore Hoyer y con Maurice Béjart en Bélgica.
Entre 1965 y 1968 creó con Oscar Araiz y Ana Labat, posteriormente dirigió el "Laboratorio de Danza" en el Instituto Di Tella.
Desde 1976 trabajó en Europa como coreógrafa y maestra de baile. Creó obras para Teatro Comunale de Florencia, el Teatro de la Villa Dei Leoni en la Riviera del Brenta.
Creó y dirigió el "Ballet de Cámara Argentino".

## Publicaciones
1983. "El Laboratorio de Danza y Movimiento Creativo". Editorial Lumen-Humanitas.